# Octavius von Großbritannien, Irland und Hannover

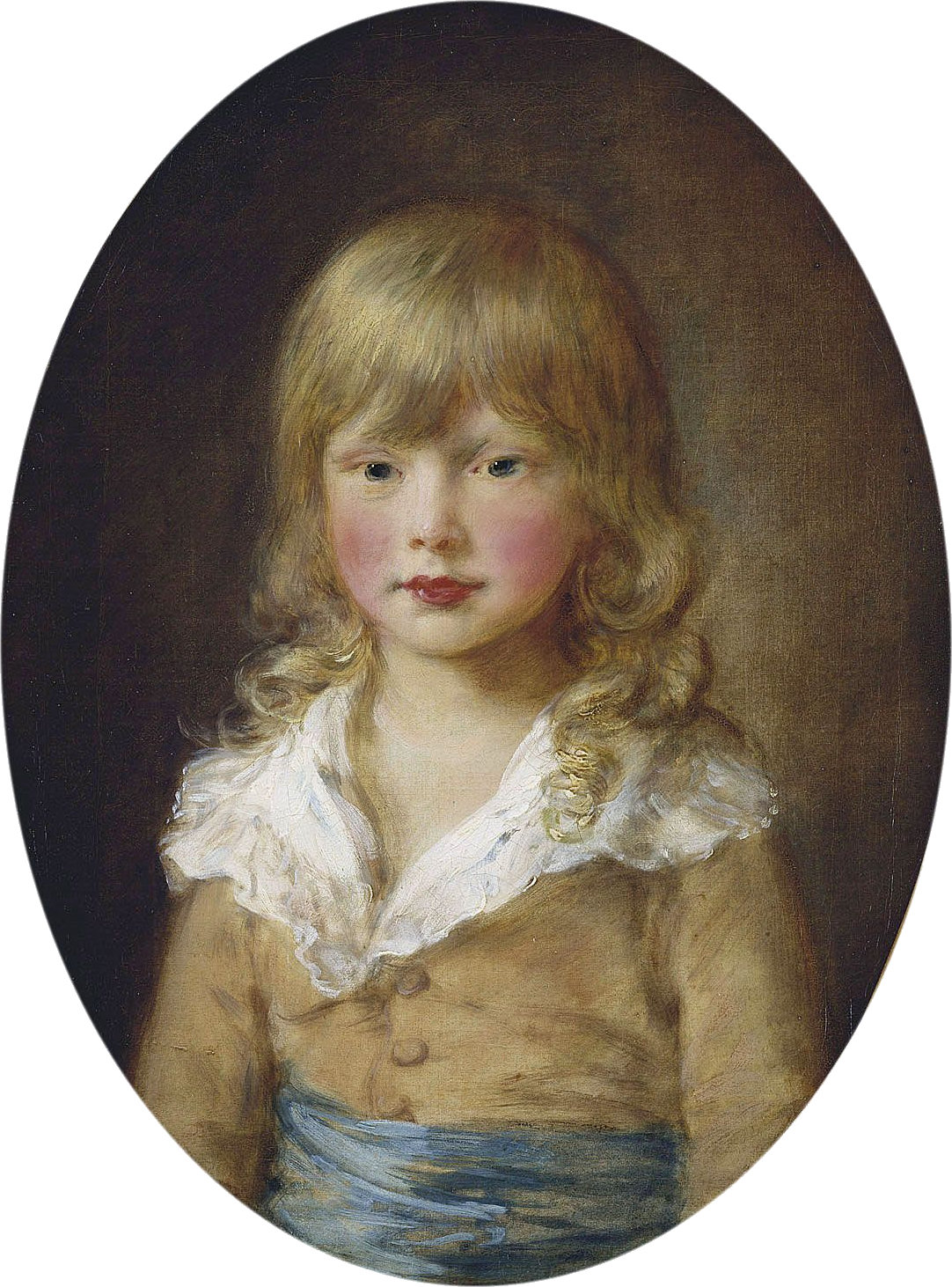
Prinz Octavius, 1782, Gemälde von Thomas Gainsborough

Prinz Octavius von Großbritannien, Irland und Hannover (* 23. Februar 1779 im Buckingham Palace; † 3. Mai 1783 in Kew Palace, London) war ein Mitglied der britischen Königsfamilie. Er war das dreizehnte Kind und der achte Sohn des britischen Königs Georg III. und dessen Ehefrau Königin Charlotte. Sechs Monate nach dem Tod seines jüngeren Bruders Alfred wurde Octavius gegen Pocken geimpft. Einige Tage später wurde er krank und starb. Sein Tod im Alter von vier Jahren erschütterte seine Eltern, insbesondere seinen Vater. In seinen späteren Anfällen von Wahnsinn hatte der König Halluzinationen von seinem kleinen Sohn.

## Frühe Jahre
Prinz Octavius wurde am 23. Februar 1779 im Buckingham Palace geboren. Er war das dreizehnte Kind und der achte Sohn von König George III und dessen Gemahlin Königin Charlotte von Mecklenburg-Strelitz. Der Name des Prinzen leitet sich ab aus dem lateinischen Octavus, der Achte, als Hinweis darauf, dass er der achte Sohn seiner Eltern war.
Der kleine Prinz wurde am 23. März 1779 von Frederick Cornwallis dem Erzbischof von Canterbury im Großen Ratssaal des St James’s Palace getauft. Seine Taufpaten waren Herzog Karl I. von Braunschweig-Wolfenbüttel (Ehemann einer Cousine zweiten Grades, der von dem Marquess of Hertford, Lord Chamberlain vertreten wurde), der Herzog Friedrich von Mecklenburg (sein Cousin ersten Grades, der von dem Earl of Ashburnham vertreten wurde) und die Herzogin Luise von Sachsen-Weimar-Eisenach (Ehefrau seines Cousins, sie wurde vertreten von Alicia Wyndham, Countess of Egremont, einer Hofdame von Königin Charlotte).
Der König war Octavius sehr zugetan, der zu jung war, um ihm in der Art Ärger zu machen, wie es seine älteren Brüder im Jahr seiner Geburt getan hatten. Der König hing sehr an seinen jüngeren Kindern und war nachsichtig mit ihnen. Er bemühte sich, Geburtstagsfeiern und andere Veranstaltungen zu ihrer Unterhaltung zu organisieren. Ein Zeitzeuge schrieb, George und Charlotte „haben ihre spielenden Kinder die ganze Zeit bei sich“, abends wurden sie meist von 6 Uhr bis 7 Uhr gebracht, um für ein oder zwei Stunden zu spielen. Der König wurde laufend über die schulische Fortschritte seiner Kinder informiert.
Octavius stand seiner Schwester Sophia sehr nahe, diese nannte Octavius „ihren Sohn“; er reiste mit ihr und ihren Geschwistern Elizabeth und Edward im Sommer 1780 nach Eastborne an die Küste von Sussex, wo sie die frische Luft genießen konnten. Als Octavius 19 Monate alt war, wurde sein jüngerer Bruder Prinz Alfred geboren. Octavius war drei Jahre alt, als Alfred am 20. August 1782 starb, und er damit wieder das jüngste überlebende Kind wurde. Horace Walpole schrieb an Sir Horace Mann, dass König George bei Prinz Alfreds Tod erklärt habe, „es tut mir sehr leid für Alfred; aber wenn es Octavius gewesen wäre, hätte ich auch sterben können“. 1820 schrieb der Historiker Edward Holt über den Charakter des Prinzen: „Obwohl Prinz Octavius noch keine fünf Jahre war, galt er als sehr gelehrig und besaß eine gute Natur in so einem ungewöhnlichen Grad, dass er die Freude aller um ihn herum war.“ Laut dem Biografen John Watkins zählte Octavius zu „einem der schönsten der königlichen Nachkommen.“

## Tod und Nachwirkungen

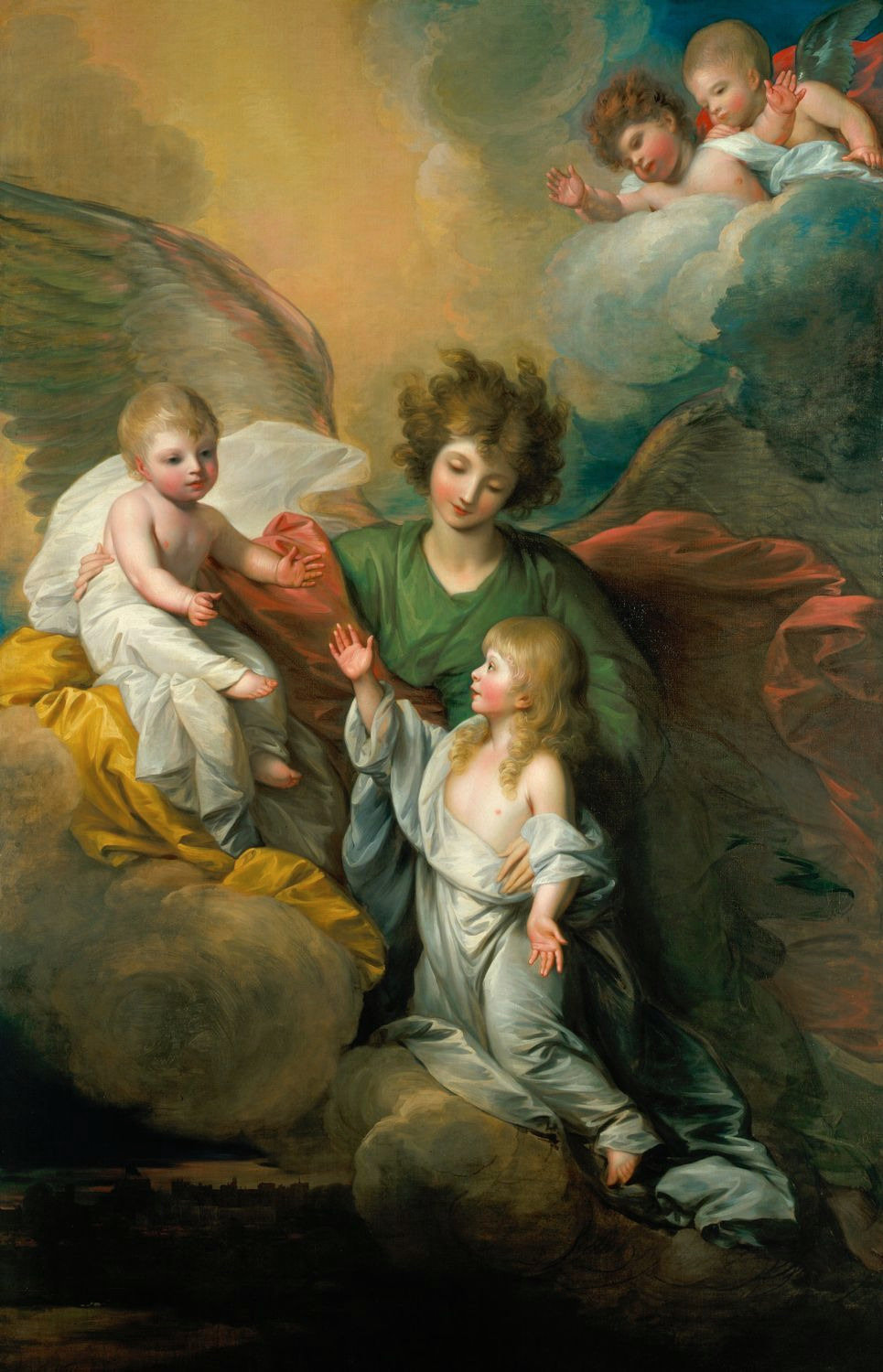
Apotheosis von Prinz Octavius, 1783, Gemälde von Benjamin West

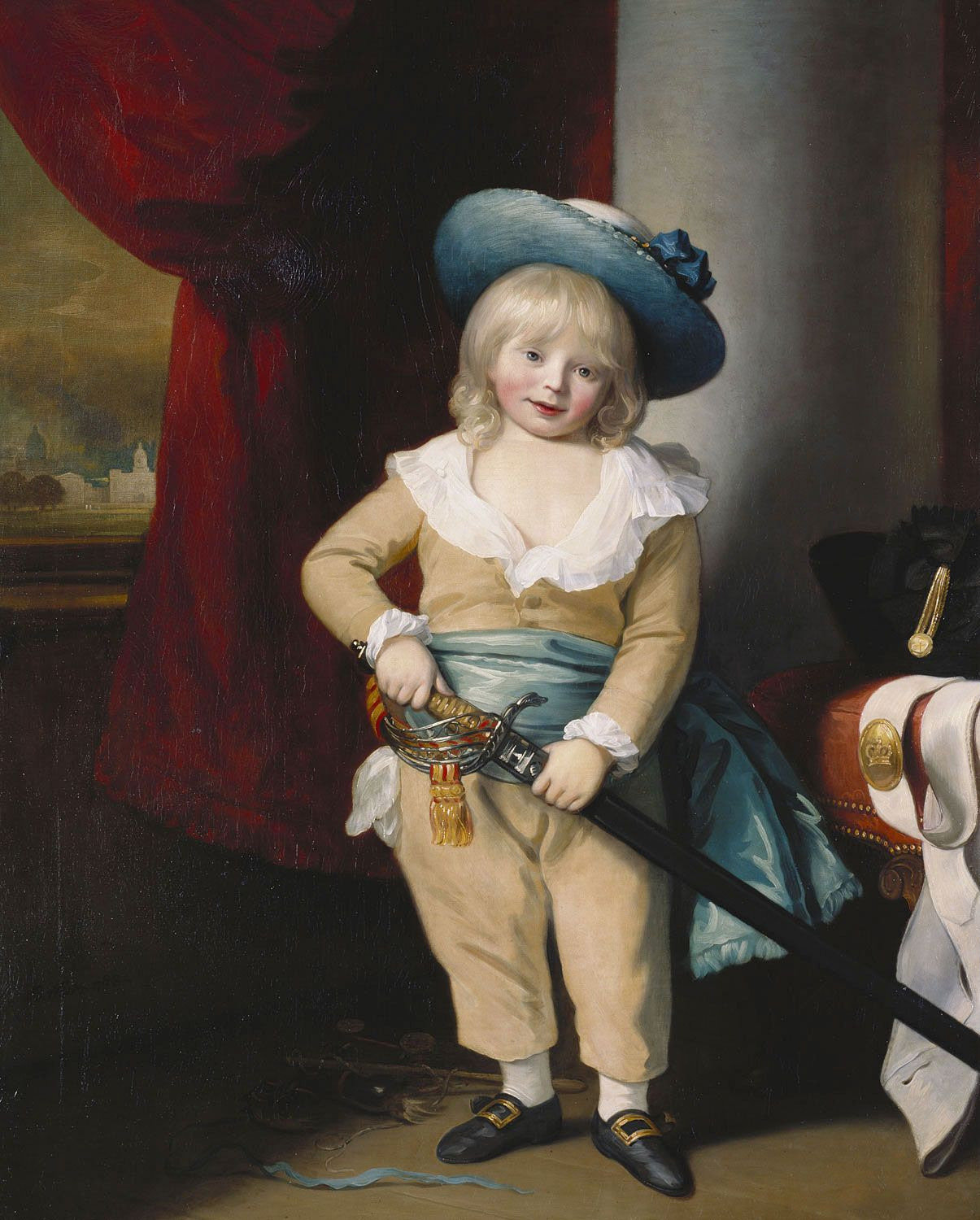
Prinz Octavius, 1783, Gemälde von Benjamin West

Sechs Monate nach Alfreds Tod wurden Octavius und Sophia im Kew Palace in London mit dem Pocken-Virus geimpft (Variolation). Während Sophia sich ohne Komplikationen wieder erholte, erkrankte Octavius und starb einige Tage später am 3. Mai 1783 um 8 Uhr in Kew Palace. Er war vier Jahre alt. Traditionell trauerte der Haushalt nicht beim Tod königlicher Kinder unter vierzehn Jahren.
Octavius war das letzte Mitglied der britischen königlichen Familie, das an Pocken erkrankte. Am 10. Mai wurde er an der Seite seines Bruders Alfred in der Westminster Abbey beigesetzt. Auf Befehl von König George wurden am 11. Februar 1820 um etwa 3 Uhr ihre Überreste in die St. Georgs-Kapelle in Windsor Castle überführt.
Laut Königin Charlotte war Octavius’ Tod unerwartet gewesen; sie schrieb an einen Freund, der eine ähnliche Tragödie erlebt hatte, „zweimal habe ich gefühlt, was Sie fühlen, das letzte Mal ohne die geringste Vorbereitung auf einen solchen Schlag, denn in weniger als 48 Stunden war mein Sohn Octavius, in vollkommener Gesundheit, krank und unvermittelt Tod.“ Der Tod des Prinzen hatte deutliche Auswirkungen auf die psychische und physische Gesundheit von Königin Charlotte, die zu der Zeit schwanger war mit ihrem jüngsten Kind Prinzessin Amalia.
Octavius’ Tod zerstörte seinen Vater; Walpole schrieb „der König hat ein weiteres kleines Kind verloren; einen schönen Jungen, von dem man sagte, dass ihre Majestäten vernarrt in ihn gewesen seien.“ Kurz danach sagte König George „Es wird keinen Himmel für mich geben, wenn Octavius nicht dort ist.“ Am Tag nach dem Tod seines Sohnes ging der König durch den Raum, in dem der Künstler Thomas Gainsborough letzte Hand an einem Porträt der Familie anlegte. Der König bat ihn, damit aufzuhören, aber als er herausfand, dass es ein Gemälde von Octavius war, ließ er den Maler fortfahren. Als dieses Bild eine Woche später ausgestellt wurde, waren Octavius’ Schwestern so verstört, dass sie zusammenbrachen und vor allen weinten. In späteren Jahren führte König George imaginative Gespräche mit seinen beiden jüngsten Söhnen. Während einer seiner Anfälle von Wahnsinn 1788, hielt König George ein Kissen für Octavius, der zu diesem Zeitpunkt bereits fünf Jahre tot war.

## Porträts
Mehrere Porträts von Octavius sind erhalten geblieben. Fünf Porträts von ihm alleine und eines mit seinem Bruder Alfred befinden sich heute in der Royal Collection. Das erste und bekannteste ist das Gemälde von Thomas Gainsborough aus dem Jahr 1782. Es ist Teil einer Serie von Gemälden der jüngeren der königlichen Kinder. Das zweite wurde nach dem Porträt von Gainsborough von 1782 gefertigt und wird auf etwa 1782 oder 1784 datiert. Das dritte Porträt ist von Benjamin West und wurde kurz vor Octavius’ Tod gemalt. Außerdem gibt es, neben diesen fünf Porträts, zwei Emaillen, beide nach Gainsboroughs Porträt von 1782. Eine ist von William Bone und die andere stammt von einem anonymen Künstler. Das sechste und letzte Porträt stellt die Apotheosis (Gottwerdung) von Octavius und Alfred dar und wurde von West gemalt. Auf einem weiteren Porträt, diesmal von Königin Charlotte, ist auch Octavius dargestellt. Gemalt 1779 von West, ist dies ein Porträt der Königin, auf dem ihre Kinder im Hintergrund gezeigt werden. Prince Octavius ist in der Mitte der Gruppe, er trägt Babykleidung und fährt in einem kleinen Phaeton. Er wird gezogen von Prinz Ernest und geschoben von Prince Adolphus.
Zwei weitere Porträts befinden sich in der National Portrait Gallery in London. Das erste ist ein Kupferstich von Samuel Freeman nach Gainsborough von 1817. Das zweite ist ein weiterer Stich mit dem Titel The Apotheosis of the Princes Octavius and Alfred and of the Princess Amelia. Es wurde im Jahr 1820 von Robert Hicks veröffentlicht.
Drei weitere weniger bekannte Porträts befinden sich in den Vereinigten Staaten, unter anderem in der Pennsylvania Academy of Fine Arts.